# Nightshade (Ruders)
Nightshade is een compositie van Poul Ruders. Hij schreef het werk op verzoek van het Capricorn Ensemble. Ruders probeerde in dit werk een muzikale interpretatie te geven van de Atropa belladonna (Nederlandse naam Wolfskers), behorend tot de familie van de Nachtschades. Belladonna staat voor “mooie vrouw”, maar is tevens giftig. De componist gaf een inleiding bij dit werk, dat een verband legt met de sprookjeswereld (een kind verlaat midden in de nacht zijn huis en loopt het bos in, schoonheid en gevaar tegemoet). 
De componist werkte het stuk later uit tot onderdeel van een trilogie (met Second nightshade en Final nightshade), waarbij de bezetting van het ensemble steeds groter werd. 
Ruders schreef Nighshade voor dwarsfluit, hobo, basklarinet, contrafagot, hoorn, trombone, percussie, piano, viool en contrabas .